# Peter Valstar

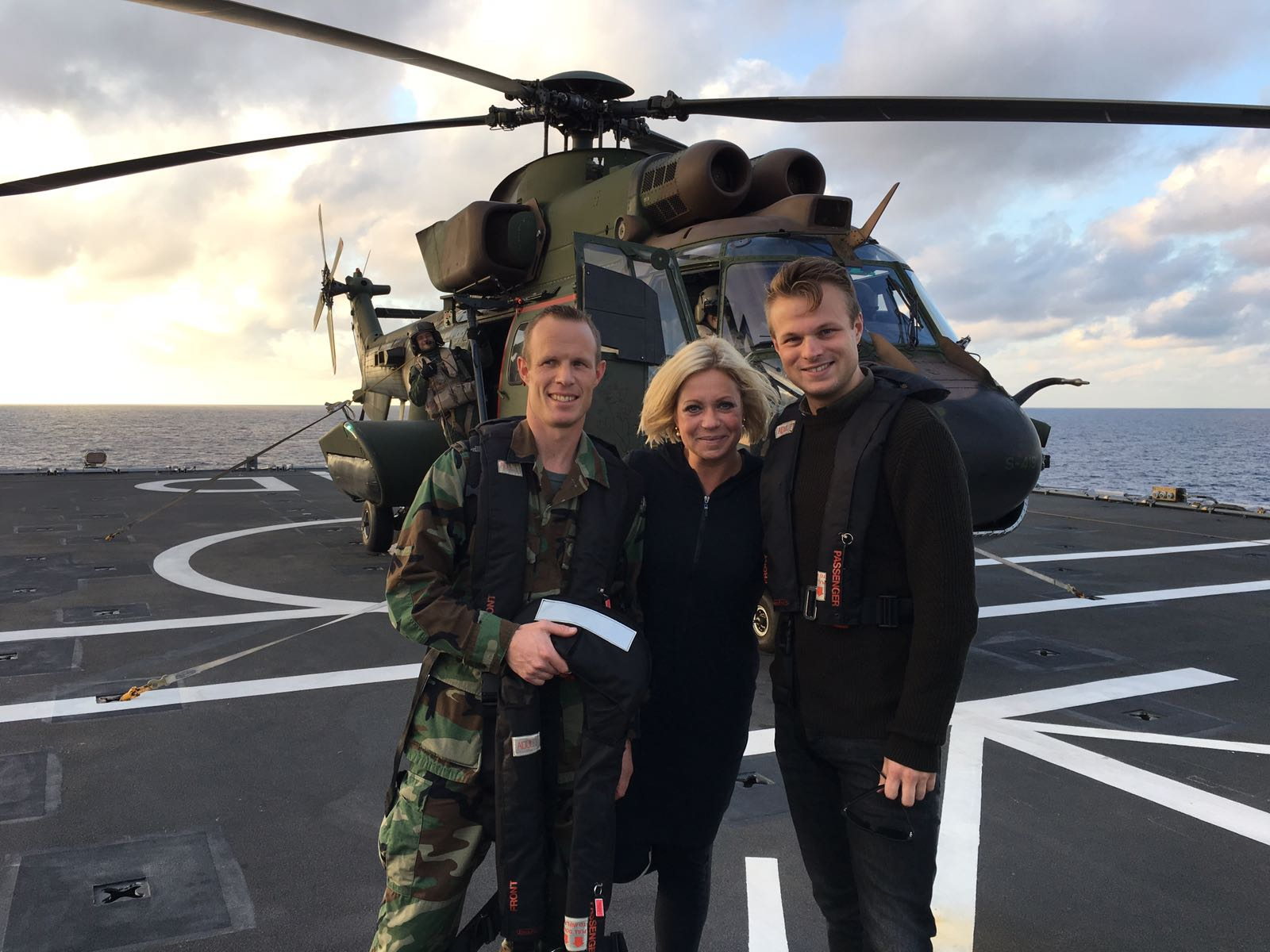
Valstar (rechts) met defensieminister Jeanine Hennis-Plasschaert (midden)

Petrus Johannes (Peter) Valstar ('s-Gravenzande, 27 maart 1985) is een Nederlandse politicus namens de VVD. Sinds 28 maart 2024 is hij wethouder van de Zuid-Hollandse gemeente Westland. Eerder was hij van 2021 tot 2023 Tweede Kamerlid.

## Opleiding en loopbaan
Valstar ging naar het havo op de locaties Zandevelt en Gasthuislaan van de Interconfessionele Scholengroep Westland in 's-Gravenzande en begon vervolgens aan een studie management, economie en recht. Hij stopte daar echter mee na twee maanden en studeerde vervolgens van 2005 tot 2009 communicatie aan de Hogeschool Inholland in Den Haag. In die periode liep hij stage op de redactie van De Wereld Draait Door.
Valstar begon zijn carrière in 2009 als communicatieadviseur van de VVD, waar hij hielp met de socialemediastrategie, en hij werd persvoorlichter van de VVD-fractie in de Tweede Kamer in 2011. Hij bleef in die functie tot hij in 2016 als politiek adviseur van Jeanine Hennis-Plasschaert, de minister van Defensie, aan de slag ging. Een jaar later werd hij senior woordvoerder van het ministerie van Defensie onder Hennis' opvolger Ank Bijleveld, en bij staatssecretaris Barbara Visser. Terwijl hij nog die functie bekleedde, was Valstar tweemaal tijdelijk politiek adviseur van premier Mark Rutte op het ministerie van Algemene Zaken tijdens zwangerschapsverloven, de eerste keer van augustus 2018 tot januari 2019 en de tweede keer van maart tot augustus 2020.

## Politieke loopbaan
Hij deed mee aan de gemeenteraadsverkiezingen van 2018 als vierde kandidaat van de VVD in Westland, maar zijn partij haalde één zetel te weinig voor Valstar om verkozen te worden. Een maand later werd hem alsnog een zetel aangeboden vanwege het vertrek van een fractielid om wethouder te worden, maar hij weigerde deze. Tussen 2019 en 2021 was hij wel actief als steunraadslid van de VVD in de gemeenteraad. Vanuit die positie pleitte hij ervoor om meer straten in de gemeente te vernoemen naar lokale militairen en verzetsstrijders uit de Tweede Wereldoorlog.
Valstar was bij de Tweede Kamerverkiezingen in 2021 de nummer 21 op de kandidatenlijst van de VVD. Hij werd verkozen en ontving 4102 voorkeurstemmen. Zijn beëdiging als lid van de Tweede Kamer der Staten-Generaal vond plaats op 31 maart en hij had daarvoor zijn ontslag ingediend bij het ministerie van Defensie. Valstar was lid van de contactgroep België en van de vaste commissies voor Buitenlandse Zaken, voor Defensie (vice-voorzitter), voor Digitale Zaken, voor Justitie en Veiligheid en voor Landbouw, Natuur en Voedselkwaliteit. Binnen zijn partij kreeg hij de portefeuille visserij, natuur, tuinbouw (een belangrijke sector in het Westland), platteland, dierenwelzijn, oorlogsgetroffenen en verzetsdeelnemers. Later in 2021 werden zijn specialismen gewijzigd in natuur, tuinbouw en immigratie (exclusief arbeidsmigratie) en begin 2022 in defensie, natuur en tuinbouw. Valstar was mede-indiener van moties om MQ-9 Reapers te bewapenen, om proeverijen van kweekvlees toe te staan en om het kabinet op te roepen een crisisaanpak voor de glastuinbouwsector op te stellen in samenwerking met banken in tijden van hoge gasprijzen. Alle drie de moties werden aangenomen. In september 2022, tijdens de Russische invasie van Oekraïne, sloot Valstar zich aan bij een initiatiefwetsvoorstel van Chris Stoffer (SGP) om de NAVO-norm om twee procent van het bruto nationaal product aan defensie te besteden vast te leggen.
Bij de gemeenteraadsverkiezingen in 2022 was Valstar een van de lijstduwers van de VVD in Westland. Op 5 december 2023 nam hij afscheid van de Tweede Kamer, toen hij bij de vervroegde verkiezingen niet werd herkozen.
Op 27 maart 2024 werd Valstar geïnstalleerd als wethouder van de gemeente Westland. Sindsdien is hij verantwoordelijk voor de portefeuille economie, mobiliteit, arbeidsmigratie en energietransitie.

## Privé
Valstar is geboren in 's-Gravenzande en getogen in Ter Heijde met zijn zus. Over de jaren heeft hij daarnaast in Monster, Naaldwijk en Wateringen – alle gelegen in het Westland – gewoond. Hij is getrouwd en heeft twee kinderen. Genealogie is een van zijn hobby's en hij heeft samen met een familielid zijn stamboom gedigitaliseerd.
- Parlement.com: vjdamga2f7xq